# فیلیپ یکم (دوک اورلئان)
فیلیپ یکم، دوک اورلئان (انگلیسی: Philippe I, Duke of Orléans; ۲۱ سپتامبر ۱۶۴۰ – ۹ ژوئن ۱۷۰۱) پسر لوئی سیزدهم و آن اتریش بود که به مقام دوکی دست یافت.